# Aspidolea laticeps
Aspidolea laticeps är en skalbaggsart som beskrevs av Edgar von Harold 1869. Aspidolea laticeps ingår i släktet Aspidolea och familjen Dynastidae. Inga underarter finns listade.